# 短鞭亚热溪蟹
短鞭亚热溪蟹（学名：Yarepotamon breviflagellum）为溪蟹科亚热溪蟹属的动物。在中国大陆，分布于广东等地，多栖息于低海拔溪流旁水草丛中以及石下。